# Mil Ilhas (Indonésia)

As Mil Ilhas (em língua indonésia, Kepulauan Seribu) são um arquipélago a 45 km a norte de Jacarta, na Indonésia. Administrativamente, fazem parte do território da capital (DKI) e têm o estatuto de kabupaten (departamentos ou distritos).
Contrariamente ao nome, o arquipélago das Mil Ilhas tem apenas 105 ilhas no total, e uma área de 8,7 km². Só 11 ilhas são habitadas, e a população total é de cerca de 20 000 habitantes. A mais povoada é Panggang.

## Principais ilhas do arquipélago
- Bidadari
- Ayer
- Bira Besar
- Lancong Besar
- Payung Besar
- Pramuka
- Cipir
- Kelapa
- Edam
- Macan Besar
- Harapan
- Karya
- Kelor
- Kotok
- Untung Jawa
- Onrust
- Panggang
- Pantara
- Pelangi
- Sebira
- Sepa
- Pari
- Tidung